# バラオ (潜水艦)
バラオ (USS Balao, SS/AGSS-285) は、アメリカ海軍の潜水艦。バラオ級潜水艦のネームシップ。艦名はダツ目のサヨリの一種に因む。

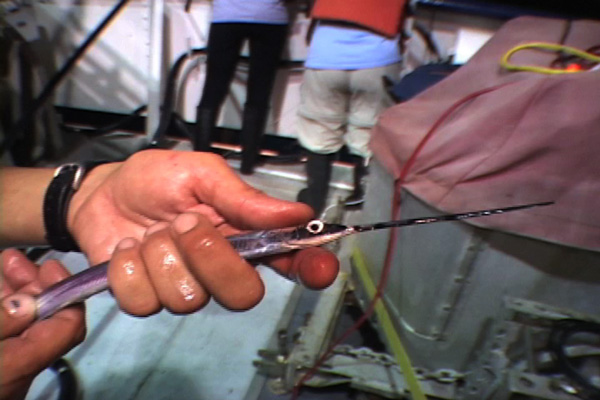
バラオ・ハーフビーク（Balao halfbeak）

## 艦歴
バラオは1942年6月26日にメイン州キタリーのポーツマス海軍造船所で起工する。1942年10月27日にセオドア・C・エールワード夫人によって進水し、艦長リチャード・H・クレイン少佐（アナポリス1931年組）の指揮下1943年2月4日に就役する。就役後は太平洋艦隊に配属、コネチカット州ニューロンドンでの6週間にわたる訓練後に太平洋戦線へ向けて出航。7月10日にオーストラリアのブリスベンに到着して第7艦隊潜水部隊と合流し、潜水母艦フルトン (USS Fulton, AS-11) による簡単な改装を受けた。

### 第1の哨戒 1943年7月 - 9月
7月25日、バラオは最初の哨戒でビスマルク諸島方面に向かった。7月29日に潜水艦救難艦クーカル (USS Coucal, ASR-8) から燃料の補給を受けた後、8月7日までにビスマルク諸島とトラック諸島間の主要航路と思われる海域に進出した。しかし、この海域では5度にわたって日本船との接触はあったものの、いずれも攻撃までには至らなかった。8月26日まで哨戒した後、パラオとラバウル間の航路に移動した。移動後は頻繁に日本機に発見され、そのたびに潜航と戦闘配置を繰り返した。しかしながら、この海域でも結局戦果を挙げることはなかった。9月13日、バラオは51日間の行動を終えてブリスベンに帰投した。

### 第2の哨戒 1943年10月 - 11月
10月4日、バラオは2回目の哨戒で潜水艦シルバーサイズ (USS Silversides, SS-236) とともにビスマルク諸島方面に向かった。10月11日にツラギ島で給油した後、バラオに割り当てられたビスマルク諸島北方海面に向かい、パラオ諸島とラバウル間の交通線を狙った。10月17日には輸送船団を発見し攻撃態勢に入り魚雷を6本発射したが、船団側の高速で巧みな回避運動により命中しなかった。護衛艦が反撃し、バラオに対して爆雷攻撃を行ったが、バラオに損傷を与えることはなかった。
10月23日、バラオはマヌス島北北西沖450キロ地点でラバウルからパラオ諸島に向かっていたオ006船団を発見し、攻撃のためにシルバーサイズを呼び寄せた。先にシルバーサイズが攻撃を仕掛け、天南丸（日本製鐵、5,407トン）、華山丸（関口汽船、1,888トン）、浄宝縷丸（南洋海運、6,182トン）の3隻の輸送船を撃沈および大破させた。次にバラオが攻撃する順番となったが、あいにく護衛艦が制圧行動に移っており、バラオは深深度への潜航を余儀なくされて攻撃の機会を逸した。バラオは浮上してから、シルバーサイズから戦果に関する情報を受け取った。
バラオはこの後、一旦補給のためにツラギ島に行き、同地で魚雷の補充と給油を実施した後、10月28日までにトラック諸島南方の重要海域に到着した。11月4日には2隻の輸送船を中心とする輸送船団を発見し、魚雷を6本発射したが命中しなかった。バラオは11月7日までこの海域で哨戒を行った。11月16日、バラオは43日間の行動を終えてミルン湾に帰投。フルトンに横付けして整備を行い、クーカルのための目標艦にもなった。艦長がシールズ・C・コール（アナポリス1935年組）に代わった。

### 第3の哨戒 1943年12月 - 1944年1月
12月13日、バラオは3回目の哨戒でビスマルク諸島に向かった。最初の2週間は敵に遭遇しなかったが、12月27日になって2隻の最上型重巡洋艦と2隻の朝潮型駆逐艦と思われる艦隊を発見した。艦隊は20ノットの速度でジグザグ航行をしており、バラオは2隻目の重巡を目標に定めて魚雷を4本発射し、爆雷攻撃から逃れるため深深度潜航で避退していった。やがて3つの爆発音を聴取し浮上したが、海面上に損害の兆候を認めなかった。
バラオは自身の1944年を、大型貨物船と2隻の護衛艦の発見でスタートさせた。天候は襲撃側のバラオにとってはやや不都合であったが、それでも夜に入って大きな目標に向けて魚雷を6本発射。何発かの命中音が聞こえ、翌日に浮上したときには姿が見えなかったので、バラオは大型貨物船撃沈を確信した。しかし、この大型貨物船、元特設巡洋艦・清澄丸（大阪商船、8,613トン）は沈没せず、バラオはしばらくしてその姿を発見した。バラオは再度攻撃態勢に入ったものの、護衛艦に阻まれて攻撃できなかった。1月7日、バラオは38日間の行動を終えてブリスベンに帰投した。

### 第4の哨戒 1944年2月 - 3月
2月6日、バラオは4回目の哨戒でニューギニア島北方海域に向かった。2月13日にツラギ島で給油した後、担当海域に到着した。2月23日未明、バラオは南緯0度11分、東経135度0分の海域で2隻の輸送船と1隻の護衛艦を発見した。バラオは輸送船に向けて魚雷を6本発射し、うち3本の命中を確認。護衛艦は一旦はバラオの方に向かってきたが、結局攻撃してこなかった。攻撃後、バラオは浮上して漂流している生存者を救助し、彼らの口から、撃沈したのは陸軍輸送船日紀丸（日産汽船、5,857トン）であることがわかり、日紀丸は雷撃されて急速に沈没していったことも判明した。バラオは潜水艦ガトー (USS Gato, SS-212) と共同で付近を哨戒し、2月26日にはガトーが輸送船団を発見して攻撃に成功したが、バラオは護衛艦に邪魔をされて船団を攻撃できなかった。2日後の2月28日、バラオは北緯00度15分 東経133度02分 / 北緯0.250度 東経133.033度の海域で水平線上に煙を見つけ、やがてそれは3隻の輸送船と護衛艦であることがわかった。バラオは潜航して戦闘配置を令し、まず先頭の輸送船に向けて魚雷を6本発射し、その後向きを変えて別の目標に向けて艦尾発射管から魚雷を発射した。魚雷は2つの目標、陸軍輸送船昭浦丸（三菱汽船、6,803トン）と昭鳳丸（東和汽船、2,723トン）に命中し、数回爆発した。辺りは煙に包まれて何も確認できなかったが、レーダーで目標のうち2つが消えていることを確認。バラオは残る目標を攻撃すべく、護衛艦を誘い出そうとしたが、3番目の輸送船を発見できなかったため攻撃を打ち切った。3月3日には、小型貨物船と護衛艦に対して絶好の攻撃ポジションから魚雷を4本発射したが、命中しなかった。その直後には別の小型貨物船4隻の船団を発見したが逃げられてしまった。翌3月4日にも2隻の輸送船を探知し、スコールの中を追跡した後、魚雷を4本発射したが今回も命中しなかった。やがて護衛艦の反撃を受け、バラオは爆雷から逃れるべく海底でじっとしていた。魚雷を使い切ったバラオは、ランゲマク湾で給油した後に真珠湾に向かった。3月19日、バラオは43日間の行動を終えて真珠湾に帰投。艦長がマリオン・ラミレス・デ・アレラーノ（アナポリス1935年組）に代わった。

### 第5の哨戒 1944年4月 - 6月
4月24日、バラオは5回目の哨戒でパラオ諸島方面に向かった。ミッドウェー島で給油した後担当海域に向かい、5月14日には小さな輸送船団を発見したが、護衛艦に阻止された。バラオはパラオ諸島とヤップ島の間で哨戒を続けた後、6月1日になってレーダーによって4隻の輸送船が向かってくることを探知した。日付が6月2日になった直後、バラオは最も大きな目標に向けて魚雷を6本発射し、2つの命中音を聴取した。バラオは2つ目の目標を攻撃すべく行動したが、護衛艦の制圧を受けてこれ以上の攻撃はできなかった。攻撃後、燃料事情が逼迫してきたので帰投することとした。6月12日、バラオは48日間の行動を終えてマジュロ環礁に帰投。潜水母艦スペリー (USS Sperry, AS-12) による整備を受けた。

### 第6の哨戒 1944年7月 - 8月
7月5日、バラオは6回目の哨戒でパラオ諸島方面に向かった。7月26日、バラオのいる海域に近くに空母バンカー・ヒル (USS Bunker Hill, CV-9) 所属の戦闘機が着水し、バラオは戦闘機のパイロットを救助した。バラオは救助したパイロットを駆逐艦ドーチ (USS Dortch, DD-670) に移乗させた後、アンガウル島に対して艦砲射撃を行い、灯台などにいくつかの命中弾を得た。翌7月27日にもペリリュー島近海で別のパイロット2人を救助した。7月29日には合流してきた潜水艦ドラム (USS Drum, SS-228) とともにサンパンを撃沈した後、8月12日まで哨戒任務を続けた。任務終了後、バラオは駆逐艦カニンガム (USS Conyngham, DD-371) とともにサイパン島に向かった。8月22日、バラオは48日間の行動を終えて真珠湾に帰投。その後本国に向かい、8月30日にメア・アイランド海軍造船所に到着してオーバーホールに入った。オーバーホール後、11月15日に真珠湾に戻り、次期哨戒の準備に入った。

### 第7の哨戒 1944年12月 - 1945年1月
12月4日、バラオは7回目の哨戒で東シナ海、黄海に向かった。サイパン島で合流した姉妹艦スポット (USS Spot, SS-413) 、アイスフィッシュ (USS Icefish, SS-367) とウルフパックを構成し12月17日にサイパン島を後にし、担当海域に向かった。海域ではしばらくの間は漁船と浮遊機雷しか見るものがなかったが、1945年1月8日未明になって、北緯34度37分 東経122度12分 / 北緯34.617度 東経122.200度の地点で大きな目標を探知した。この目標は、福岡県若松港から鉄道枕木を搭載して長江沿岸部の浦口（南京対岸）に向かっていた1K型戦時標準貨物船大剛丸（大阪商船、5,244トン）であり、大剛丸は護衛なしで航行していた。バラオは大剛丸に艦首を向け、魚雷の発射機会をうかがった。程なくして魚雷を6本発射。うち3本が命中した。バラオは、なかなか沈まない大剛丸に向けてさらに魚雷を撃ち込み、5本を命中させようやく撃沈した。1月19日、バラオは42日間の行動を終えてグアム島アプラ港に帰投。潜水母艦アポロ (USS Apollo, AS-25) による整備を受けた。艦長がロバート・K・ウォーリントン（アナポリス1938年組）に代わった。

### 第8の哨戒 1945年2月 - 4月
2月27日、バラオは8回目の哨戒で潜水艦テンチ (USS Tench, SS-417) 、ガードフィッシュ (USS Guardfish, SS-217) 、シーデビル (USS Sea Devil, SS-400) とウルフパックを構成し東シナ海に向かった。3月9日、バラオは大陸沿岸で2隻の護衛艦をつけた小型タンカーを発見した。バラオは小型タンカーを攻撃したが、護衛艦の反撃を受け軽い損傷を受けた。しかし、修理の上哨戒を続けた。3月18日、バラオは188トンのトロール船を発見して浮上砲戦で撃沈した。
3月19日、今度は北緯33度07分 東経122度05分 / 北緯33.117度 東経122.083度の上海北北東225キロ地点で、門司から基隆に向かっていたモタ43船団を発見。艦首と艦尾の両方の発射管から3つの目標に向けて魚雷を発射し、まず辰春丸（辰馬汽船、6,344トン）に1本が命中。辰春丸は大破したものの上海に入港することができた。次に筥崎丸（日本郵船、10,413トン）に2本が命中し筥崎丸は沈没したが、場所が水深15メートルと浅かったため上部構造物は水面上に出ていた。同日の夕刻にはトロール船の船団を発見し、そのうちの4隻を撃沈した。3月21日には、2隻の輸送船と4隻の護衛艦からなる輸送船団を発見し、夜明けごろに攻撃したが魚雷は命中せず、攻撃は失敗した。
3月26日、バラオは北緯35度17分 東経123度13分 / 北緯35.283度 東経123.217度の地点で第一新東丸（沢山汽船、884トン）を発見し、小型護衛艦の反撃をかわして浮上砲戦によりこれを撃沈した。哨戒を終えて帰投中の4月2日には、低空から飛来した日本機の攻撃を受けたが、潜航して事なきを得た。4月8日、バラオは40日間の行動を終えてアプラ港に帰投した。

### 第9の哨戒 1945年5月 - 6月
5月3日、バラオは9回目の哨戒で潜水艦シャード (USS Shad, SS-235) 、ドラゴネット (USS Dragonet, SS-293) 、スパイクフィッシュ (USS Spikefish, SS-404) とウルフパックを組んで黄海に向かった。この頃になると日本の主な船舶は姿を見せず、獲物は不十分だった。5月19日、バラオは北緯38度09分 東経124度39分 / 北緯38.150度 東経124.650度の地点で小型貨物船を発見し魚雷を3本発射したが、魚雷は逸走して小型貨物船には命中せず、付近の30トンクラスのジャンクに命中してジャンクを撃沈した。5月23日には日本機の攻撃を受け、手痛い損害を受けたため真珠湾に戻ることとなった。バラオはその道中で、潜水艦トースク (USS Torsk, SS-423) から虫垂炎で苦しむ乗員を、潜水艦サンドランス (USS Sand Lance, SS-381) から負傷した乗員を引き取った。バラオは突然の魚雷攻撃をかわして針路をミッドウェー島に向け、6月3日に到着して2人の苦しむ乗員を降ろした。6月7日、バラオは35日間の行動を終えて真珠湾に帰投した。

### 第10の哨戒 1945年7月 - 8月
7月7日、バラオは10回目の哨戒で日本近海に向かった。この哨戒では、第38任務部隊による日本空襲のための支援を命じられていた。バラオは担当海域で4名のパイロットを救助した。また、8月14日に北緯39度04分 東経142度16分 / 北緯39.067度 東経142.267度の地点で2隻の特設監視艇を発見し、そのうちの1隻を撃沈した以外には、日本船には1隻たりとも遭遇しなかった。8月15日の終戦を洋上で迎えたバラオは、救助したパイロットを会合した潜水艦ピート (USS Peto, SS-265) に移乗させたのち真珠湾に向かった。8月25日、バラオは47日間の行動を終えて真珠湾に帰投した。
バラオは第二次世界大戦の戦功で9個の従軍星章を受章した。

### 戦後

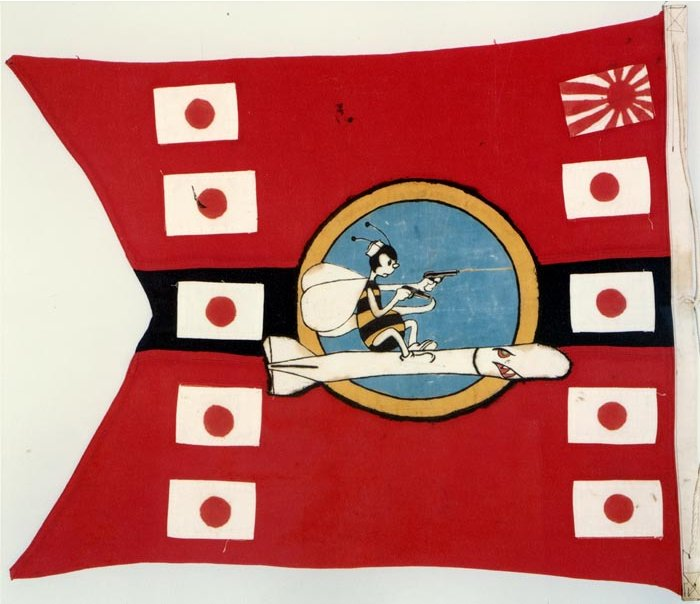
バラオのバトルフラッグ

バラオは8月31日にスタテン島に向けて真珠湾を出航した。スタテン島で乗組員の休暇とオーバーホールの後、バラオは1946年8月20日に退役し、コネチカット州ニューロンドンで大西洋予備役艦隊の一部として保管される。その後、バラオは1952年3月4日にニューロンドンの海軍潜水艦基地で艦長S・V・ハドレイ少佐の指揮下で再就役し、大西洋艦隊の第4潜水艦部隊 (SubRon 4) に配属される。整調訓練後、バラオはフロリダ州キーウェストで第12潜水艦部隊 (SubRon 12) に転属し、キーウェストおよびグアンタナモ湾において対潜水艦戦開発部隊の訓練艦任務に従事した。アメリカ南部の港への何回かの親善訪問の後、バラオは第24巡洋艦部隊 (DesRon 24) と合流して対潜水艦戦訓練を行い、1957年1月6日には南米へ親善巡航を開始する。南米諸国の海軍との合同演習を行った後、バラオはベネズエラのカラカス、ブラジルのリオデジャネイロ、ウルグアイのモンテビデオ、アルゼンチン、ブエノスアイレス州のマル・デル・プラタ等を訪れた。バラオは3月22日にキーウェストへ帰還した。翌年はグアンタナモ湾へ4度の展開を行い、それぞれ一ヶ月間の活動で水上艦艇との回復訓練を行った。バラオは1958年7月19日にチャールストン海軍工廠でオーバーホールを行うためにキーウェストを出航した。作業は11月13日に完了し、ニューロンドンおよびニューポートでの回復訓練を行う。11月30日にキーウェストに帰還すると、12月には潜水艦アーチャーフィッシュ (USS Archerfish, SS-311) と共に12日間の対潜水艦戦訓練を行った。
1959年、バラオはケーリー・グラント、トニー・カーティスの出演する映画『ペティコート作戦』の撮影に使用され、「ピンクの潜水艦」として出演した。撮影が完了すると再び作戦活動を再開する。4月1日に AGSS-285 （補助潜水艦）に艦種変更されたが、そのまま訓練艦としての任務を継続した。1961年3月3日には乗員救出用の新型機材をテストするため航行不能となった潜水艦の役割を果たした。その機材は「スタインク・フード」と呼ばれ、W・F・マッゾーネ中佐と発明者のH・E・スタインク中尉によって操作され、318フィート (97m) の深海から55秒で水面へ浮上するという新記録を樹立した。その後は6月28日から11月4日までバラオはオーバーホールおよびバッテリーの更新を行い、作業が完了するとキーウェストへ戻り訓練任務を再開した。1962年4月には地中海に配備され第6艦隊に合流、NATO軍と4ヶ月間の訓練を行う。バラオはさらにキューバ危機が生じた10月から11月にかけて西大西洋へ展開したが、問題が収拾すると定時の訓練任務を再開した。1963年、検査・探査委員会がバラオはもはや現役任務に適さないと認定した。バラオは1963年8月1日に退役し、同日除籍された。バラオの船体は9月6日に標的としてフロリダ北部の沖合で沈められた。バラオの司令塔と潜望鏡は取り外され、現在もワシントンD.C.のワシントン海軍造船所に所在する海軍記念博物館に展示されている。